# Hieracium cuprimontanum
Hieracium cuprimontanum es una especie de planta con flor del género Hieracium, de la familia Asteraceae, orden Asterales.

## Distribución
Hieracium cuprimontanum se distribuye por Suecia.

## Taxonomía
Fue descrita científicamente por Dahlst. & Johanss. Fue publicada en Bih. Kongl. Svenska Vetensk.-Akad. Handl.